# Roberto Fonseca

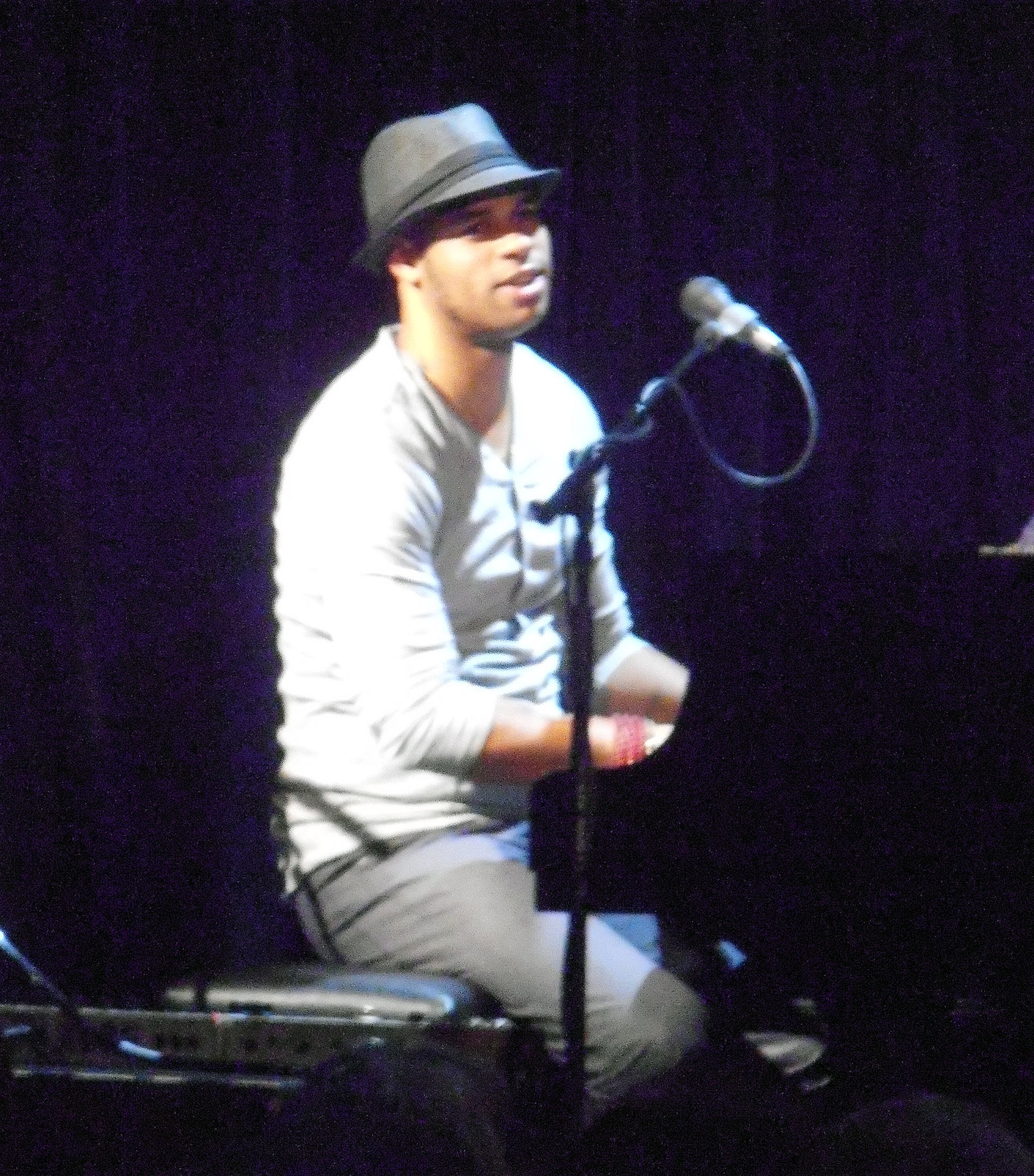
Roberto Fonseca 2012

Roberto Alain Fonseca Cortés (* 29. März 1975 in Havanna) ist ein kubanischer Pianist, Komponist und Arrangeur.

## Leben und Wirken
Fonseca wurde 1975 in Havanna als einer von drei Söhnen geboren. Seine Familie war sehr musikalisch, der Vater war Percussionist, seine Mutter Sängerin. Diese förderte besonders die musikalischen Ambitionen ihres Sohnes, der im Alter von 4 Jahren zunächst mit dem Schlagzeugspielen begann, dann aber zum Piano wechselte.
Nach seinem Abschluss des Kompositionsstudiums am Instituto Superior de Arte (ISA) in Havanna nahm Fonseca sein erstes Album auf, das auf dem Cubadisco-Festival von 1999 als bestes Jazzalbum ausgezeichnet wurde. Er sah sich zunächst als reinen Jazzmusiker an, was sich aber durch seinen Kontakt zum Buena Vista Social Club änderte; durch diesen entdeckte Fonseca für sich die traditionelle kubanische Musik. Er spielte in Vertretung des bereits kranken Rubén González beim Buena Vista Social Club und ersetzte González nach dessen Tod im Orchester von Ibrahim Ferrer, mit dem er in mehr als 400 Konzerten weltweit auftrat. Auch war Fonseca als Arrangeur und Ko-Produzent für Ferrers letztes Album, Mi Sueño, das 2007 für einen Grammy nominiert war, tätig. Weiterhin war er mit Omara Portuondo, Orlando „Cachaíto“ López, Miguel „Angá“ Díaz, Carlinhos Brown, Bebo und Chucho Valdés, Herbie Hancock, Michael Brecker, Wayne Shorter und anderen Musikern zu hören.
Mit seinem beim Münchener Label Enja erschienenen Album Zamazu (2007) erreichte Roberto Fonseca die internationalen Bühnen. Seine Klavierkunst beeindruckt durch eine Kombination aus präziser Rhythmik und intensiver Emotion. Das Album Zamazu hat diesen Eindruck gefestigt. „Es handelt sich schlicht um ein Meisterwerk“, schrieb die Jazzthetik, „eine Platte, die ohne Übertreibung als eine der schönsten bezeichnet werden kann, die die kubanische Musik bis heute hervorgebracht hat.“ Oliver Hochkeppel erkannte in der Süddeutschen Zeitung „die Handschrift eines kommenden Weltstars“.
Sein im Frühjahr 2009 erschienenes Album Akokan (Yoruba für „Herz“) entstand im Egrem-Studio in Havanna, wo in den 1950er Jahren Stars wie Nat King Cole aufnahmen. Begleitet von Musikern, die seit mehr als zwölf Jahren mit ihm arbeiten, war es sein Anliegen, auf Akokan die Kraft einer Live-Performance in ein Studioalbum zu packen. Auf dem Album At Home (2015), das gemeinsam mit der malischen Sängerin Fatoumata Diawara beim Festival in Marciac entstand, hat der Pianist einen musikalischen Bogen zwischen Mali und Kuba geschlagen.
Roberto Fonseca modelte nebenher für das französische Modelabel agnes b. Er ist Anhänger der auf Kuba weit verbreiteten Santería-Religion.

## Diskografie (Auswahl)
- Temperamento: En el Comienzo (1998, EGREM)
- Roberto Fonseca: Tiene Que Ver (1999, EGREM)
- Roberto Fonseca: No Limit: Afro Cuban Jazz (2001, JVC Japan)
- Roberto Fonseca: Elengo (2001, EGREM)
- Roberto Fonseca: Zamazu (2007, Enja)
- Roberto Fonseca: Akokan (2009, Enja)
- Roberto Fonseca: Live in Marciac (2010, Enja)
- Roberto Fonseca: Yo (2012, Jazz Village)[4]
- Roberto Fonseca: Dia da Vitória (2015, Estúdio Rec)
- Roberto Fonseca & Fatoumata Diawara: At Home - Live in Marciac (2015, Jazz Villa (Harmonia Mundi))
- Roberto Fonseca: ABUC (2016, Impulse! Records)
- Roberto Fonseca: Yesun (2019, Mack Avenue Records)